# Les Sorcières d'Eastwick (roman)
Pour les articles homonymes, voir Les Sorcières d'Eastwick.
Les Sorcières d'Eastwick (The Witches of Eastwick) est un roman de l'écrivain américain John Updike paru originellement en 1984 et traduit en français en mars 1986 aux éditions Gallimard. Ce roman a donné lieu à une suite en 2008, Les Veuves d'Eastwick (The Widows of Eastwick). 

## Résumé
Dans la ville fictive d'Eastwick (Rhode Island), trois femmes, Alexandra Spotford, Jane Smart et Sukie Rougemont, ont perdu, quitté ou été quittées par leurs anciens maris. L'arrivée en ville de Daryl van Horne, qui rachète un manoir abandonné, réveille leur libido, leur créativité et renforce leurs pouvoirs extraordinaires. 
Malgré le scandale croissant dans la petite ville, les trois sorcières se partagent Daryl en bonne intelligence, jusqu'à ce qu'il leur préfère une plus jeune. Les trois sorcières se vengeront de cette femme en lui faisant contracter un cancer, puis trouveront chacune leur voie après s'être séparées ensemble de Daryl, un être décidément diabolique. Elles ont aussi compris que la vengeance a ses limites, et leur coute. Le manoir retournera à l'abandon.

## Portée
Les trois femmes unies obtiennent un pouvoir extraordinaire, en harmonie avec la nature, mais capable à l’extrême de remettre en cause l'équilibre patriarcal d'une petite ville, qui privilégie d'autres valeurs. "Luci-fer" leur apportera un temps l'occasion de mieux se connaître et de croire en elles-mêmes et en la Nature, qu'elles comprennent mieux que les hommes, mais elles ne sont pas désireuses de reconnaitre et se soumettre à son pouvoir machiste. 

## Adaptations
Les Sorcières d'Eastwick n'a été qu'une base partielle du scénario du film homonyme de George Miller en 1987.
Une comédie musicale et une version télévisée ont aussi été tirées du roman.